# اچ‌ام‌اس رمپیشام (ام۲۷۸۶)
اچ‌ام‌اس رمپیشام (ام۲۷۸۶) (به انگلیسی: HMS Rampisham (M2786)) یک کشتی بود. این کشتی در سال ۱۹۵۷ ساخته شد.